# Billy Hamilton
William Robert Hamilton, más conocido como Billy Hamilton, (Irlanda del Norte, 9 de mayo de 1957) es un exfutbolista norirlandés, que se desempeñó como delantero y que militó en diversos clubes de Irlanda del Norte, República de Irlanda e Inglaterra.

## Clubes
| Club                | País              | Año         |
| ------------------- | ----------------- | ----------- |
| Linfield F.C.       | Irlanda del Norte | 1975 - 1978 |
| Queens Park Rangers | Inglaterra        | 1978 - 1979 |
| Burnley             | Inglaterra        | 1979 - 1984 |
| Oxford United       | Inglaterra        | 1984 - 1987 |
| Limerick FC         | Irlanda           | 1987 - 1989 |
| Coleraine FC        | Irlanda del Norte | 1989        |
| Sligo Rovers        | Irlanda           | 1989        |
| Lisburn Distillery  | Irlanda del Norte | 1989 - 1992 |

## Selección nacional
Ha sido internacional con la Selección de fútbol de Irlanda del Norte; donde jugó 41 partidos internacionales y anotó 5 goles por dicho seleccionado. Incluso participó con su selección, en 2 Copas Mundiales. La primera fue en España 1982, donde su selección llegó hasta la segunda fase. Justamente en ese mundial, anotó 2 goles y sus 2 goles se lo convirtió a su similar de Austria, aunque eso no evitó la posterior eliminación en esa fase y la segunda fue en México 1986, donde su selección quedó eliminado en la primera fase.